# Điện ảnh Campuchia
Điện ảnh Campuchia (tiếng Pháp: Cinéma cambodgien) là tên gọi ngành công nghiệp Điện ảnh của Vương quốc Campuchia.

## Lịch sử hình thành và phát triển
Điện ảnh Campuchia hình thành từ những năm 50 thế kỷ XX và phát triển cực thịnh trong suốt thập niên 60 (được gọi là thập kỷ vàng). Sau cuộc đảo chính của Lon Nol vào năm 1970, Campuchia chấm dứt thời kỳ hòa bình và bị cuốn vào cuộc Chiến tranh Đông Dương, rồi tiếp đó là thời kỳ thống trị tàn bạo của Khmer Đỏ khiến cho mọi lĩnh vực nghệ thuật - trong đó có Điện ảnh chững lại, dấu ấn của Điện ảnh giai đoạn này chỉ ở những bộ phim sản xuất trong thời kỳ Cộng hòa Nhân dân Campuchia ngắn ngủi và phim Campuchia làm ở hải ngoại. Sau 1990, cùng với sự lập lại của nền quân chủ, Điện ảnh Campuchia cũng phục hưng và phát triển liên tục cho đến nay.

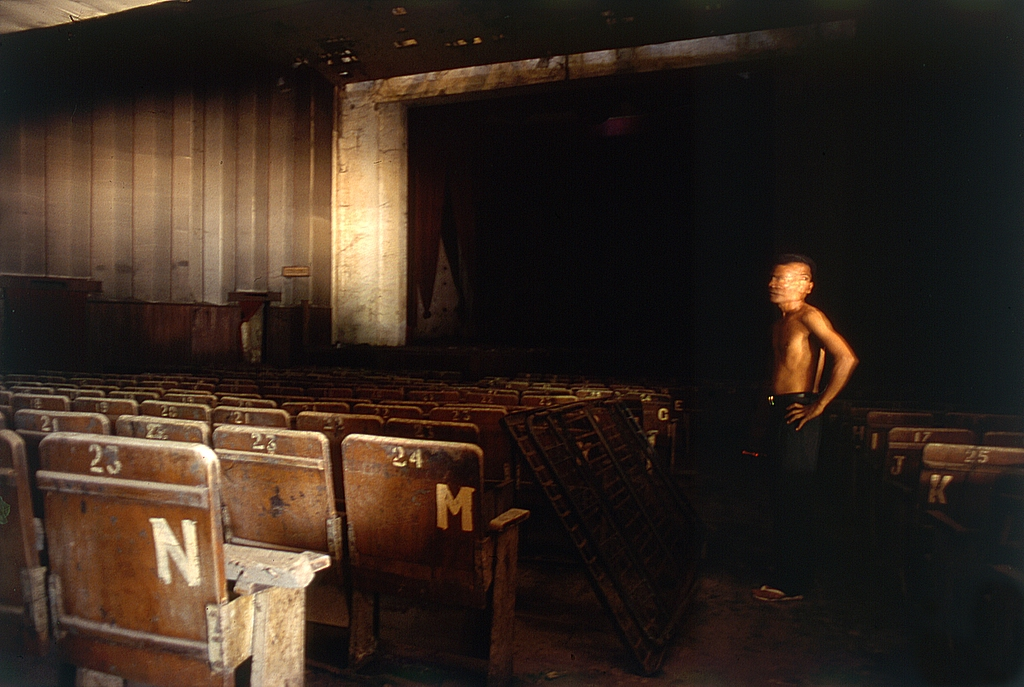
Rạp Rex ở Campuchia năm 2000

- Thời kỳ sơ khai
- Giai đoạn 1953 - 1970
- 1990 đến nay

### Hãng phim
- FCI Production
- Khmer Mekong Films

### Phim nổi tiếng
- An Euil Srey An (1972)
- Tep Sodachan (1968)
- Thavory Meas Bong (1960s)
- See Angkor and Die (1993)
- Rice People (1994)
- One Evening After the War (1998)
- The Land of the Wandering Souls (2000)
- Đứa con của Mãng Xà vương (2001)
- S-21: Cỗ máy sát nhân Khmer Đỏ (2003)
- Tum Tiêu (2003)
- The Weird Villa (2004)
- Neang Neath (2004)
- Cây chuối ma (2005)
- Khu rừng (2005)
- The Haunted House (2005)
- Nhà hát bốc cháy (2005)
- Điện thoại sát nhân (2006)
- Human Or Ghost (2006)
- Staying Single When (2007)
- Secret Well (2007)
- The Death of water fall (2007)
- Annoyed (2008)
- Vuth Learns to Rock (2008)

### Nhà làm phim tên tuổi
- Norodom Sihanouk
- Norodom Sihamoni
- Roeum Sophon
- Ieu Pannakar
- Sun Bun Ly
- Tea Lim Kun
- Rithy Panh
- Fay Sam Ang

### Diễn viên nổi tiếng
- Vichara Dany
- Dy Saveth
- Saom Vansodany
- Kong Sam Oeurn
- Van Vanak
- Haing S.Ngor
- Suvanant Kongying
- Piseth Pilika
- Danh Monika